# Вице-президент Сьерра-Леоне
Вице-президент Сьерра-Леоне является вторым по значимости правительственным чиновником в исполнительной власти правительства Республики Сьерра-Леоне после президента. Единственная конституционная власть вице-президента состоит в том, чтобы быть непосредственным преемником президента Сьерра-Леоне, если президент ушёл в отставку или был отстранен от должности парламентом Сьерра-Леоне. Помимо этого власть вице-президента зависит от роли, делегированной президентом.
Нынешний вице-президент Сьерра-Леоне — Мохамед Джулдех Джаллох, член правящей Народной партии Сьерра-Леоне; он был приведен к присяге в качестве вице-президента 4 апреля 2018 года после победы Джаллоха и Джулиуса Маада Био на президентских выборах в Сьерра- Леоне в 2018 году.
Когда в 1971 году тогдашний премьер-министр Сиака Стивенс провозгласила Сьерра-Леоне республикой, была создана должность вице-президента. Первым вице-президентом был Сори Ибрагим Корома.